# Бордо
Бордо́ (фр. Bordeaux МФА: [bɔʁ.ˈd̪o]о файле, окс. Bordèu, баск. Bordele) — город и коммуна на юго-западе Франции, центр исторической области Аквитания и современного департамента Жиронда. Расположен на берегах Гаронны, известен своими традициями и успехами в области виноделия. Население насчитывает около 259 тыс. чел. (2020).

## Население
Численность населения Бордо составляет 256 тысяч человек. Вместе с многочисленными пригородами агломерация города насчитывает около 796 тысяч человек, что ставит его на пятое место среди городов Франции.

## Климат
Климат Бордо умеренно-тёплый (мягкий приморский, характерный для зоны широколиственных лесов). Зима мягкая, дождливая и довольно тёплая, лето солнечное и умеренно жаркое. Зи́мы почти всегда бесснежные, редко дневная температура опускается ниже ноля градусов.
| Показатель                             | Янв.  | Фев.  | Март | Апр. | Май  | Июнь | Июль | Авг. | Сен. | Окт. | Нояб. | Дек.  | Год   |
| -------------------------------------- | ----- | ----- | ---- | ---- | ---- | ---- | ---- | ---- | ---- | ---- | ----- | ----- | ----- |
| Абсолютный максимум, °C                | 20,2  | 26,2  | 27,7 | 31,1 | 35,4 | 39,2 | 41,2 | 41,9 | 37,6 | 32,2 | 25,1  | 22,5  | 41,9  |
| Средний суточный максимум, °C          | 10,2  | 11,7  | 15,2 | 17,4 | 21,4 | 24,7 | 27,0 | 27,2 | 24,1 | 19,5 | 13,7  | 10,6  | 18,6  |
| Средняя температура, °C                | 6,2   | 7,1   | 9,8  | 12,1 | 15,9 | 20,4 | 21,1 | 21,0 | 18,0 | 14,3 | 9,4   | 6,8   | 13,4  |
| Средний суточный минимум, °C           | 3,1   | 3,3   | 5,4  | 7,4  | 11,0 | 14,1 | 15,8 | 15,7 | 12,9 | 10,4 | 6,1   | 3,8   | 9,1   |
| Абсолютный минимум, °C                 | −16,4 | −15,2 | −9,9 | −5,3 | −1,8 | 2,5  | 4,8  | 1,5  | −1,8 | −4,2 | −12,3 | −13,4 | −16,4 |
| Норма осадков, мм                      | 89    | 72    | 65   | 78   | 80   | 64   | 47   | 56   | 89   | 93   | 110   | 104   | 946   |
| Источник: Погода и климат Météo France |       |       |      |      |      |      |      |      |      |      |       |       |       |

## История
История города уходит в I век до н. э., когда на левом берегу Гаронны обосновались кельтские племена битуригов. Одно из племён, называвшееся вибисками, имело центр в Бурдигале — непосредственной предшественнице Бордо. В I в. до н. э. город был покорён Юлием Цезарем, а его преемники сделали его столицей Аквитанской Галлии. Античный город описал в своих сочинениях местный житель, Авсоний.
Первые графы Бордо известны ещё в VI веке. При Меровингах под управлением графов находился город Бордо и его окрестности. 
В 840-е годы начинаются вторжения в Гасконь и Аквитанию норманнов, которых первоначально использовал в качестве наёмников Пипин II, король Аквитании. В 846 году граф Семен попал в плен к норманнам и был ими казнён. На его место Пипин II назначил Гильома I, происхождение которого достоверно не установлено. Ему, как и предшественнику, пришлось отражать нападения норманнов. Во время одного из таких нападений в 848 году Гильом погиб, а сам город Бордо был захвачен норманнами.
В Средневековье герцогами Аквитанскими (Гасконскими) стали английские короли из династии Плантагенетов (Анжуйского дома). С их приходом Бордо преобразился: были построены новые здания, расширен кафедральный собор св. Андрея, развивалось бордоское виноделие. Англичане очень полюбили вино «кларет», и с тех пор оно вывозилось в больших количествах из Медока и Лафита на туманный Альбион. По окончании Столетней войны Бордо вошёл в состав Франции и утратил вольности, дарованные английской короной.
В период Фронды в середине XVII века Бордо являлось базой радикального плебейского движения Ормэ.
В XVIII веке благодаря расцвету «треугольной торговли» с Америкой в город вернулось благосостояние. В 1746 году градоначальник маркиз де Турни пообещал сделать Бордо одним из красивейших городов Французского королевства. Центр города был преображён в соответствии с принципами классицизма. Интересы местной буржуазии во время Революции представляла партия жирондистов. С именем города неразрывно связаны су́дьбы прославленных мыслителей Монтеня и Монтескьё.
Значение Бордо продолжало расти с расширением французских колониальных владений. Основная часть торговли с метрополией шла через Бордо.
Спасаясь от немецких вторжений, французское правительство и парламент пребывали в Бордо в 1870–1871 годах и осенью 1914 года.
В 1940 году, когда силы вермахта приблизились к Парижу, в Бордо уже в третий раз укрылось французское правительство. В годы войны́ город несколько раз подвергался бомбардировкам.

### База подводных лодок BETASOM

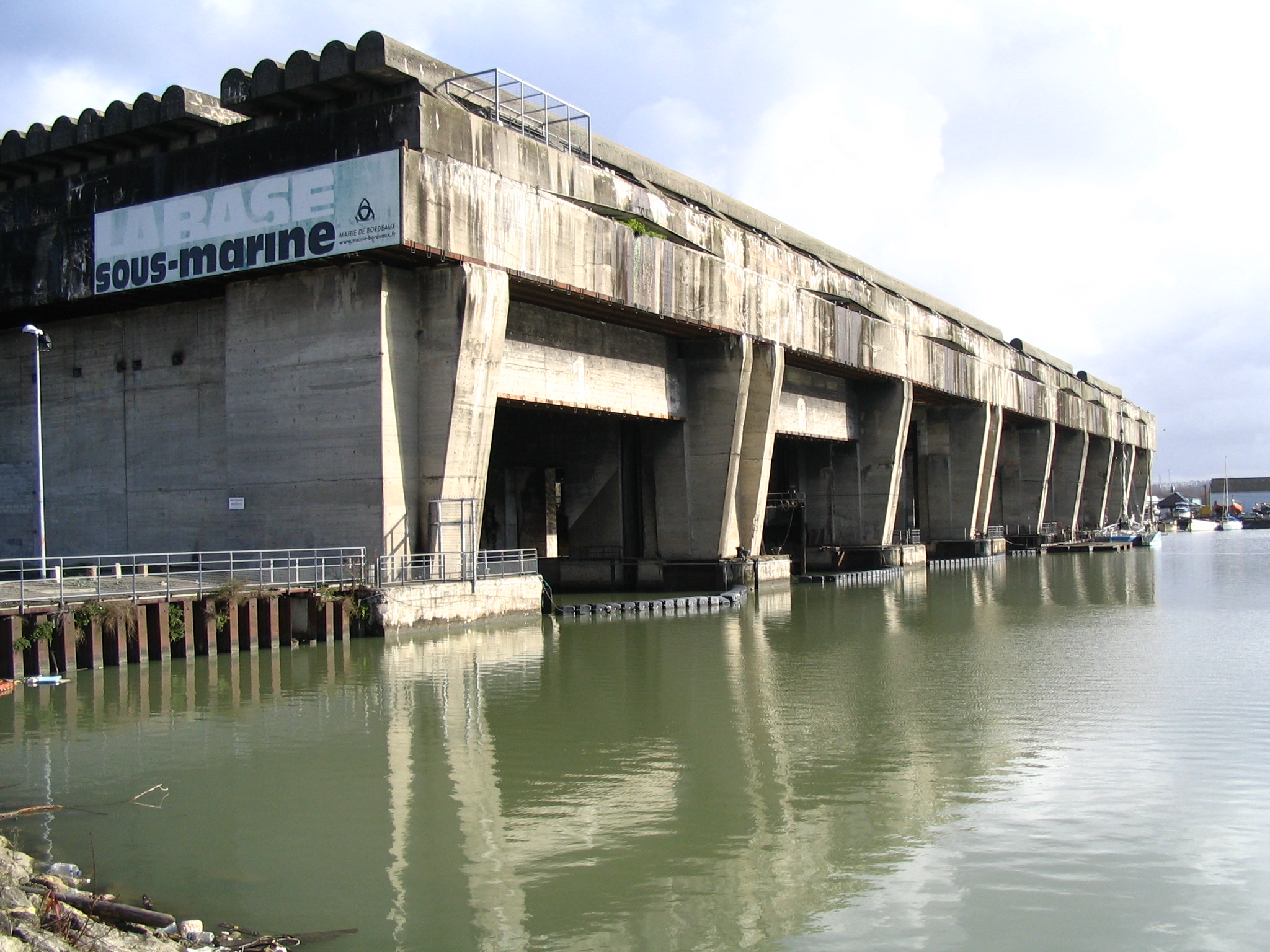
Бункеры для субмарин на базе BETASOM

С 1940 по 1943 год Королевские ВМС Италии (Regia Marina Italiana) располагали базой подводных лодок BETASOM в порту Бордо. Итальянские подводные лодки приняли участие в битве за Атлантику, выходя из этой базы. Бункеры базы BETASOM в 1943 году начали использовать и немецкие субмарины в качестве порта приписки 12-й флотилии подводных лодок Кригсмарине. После войны́ массивный железобетонный бункер было проблематично снести, и теперь он частично используется в качестве культурного центра для проведения выставок.

### В XXI веке
22 сентября 2023 года Бордо в рамках трёхдневного официального визита во Францию посетили король Великобритании Карл III и его супруга Камилла.

## Достопримечательности

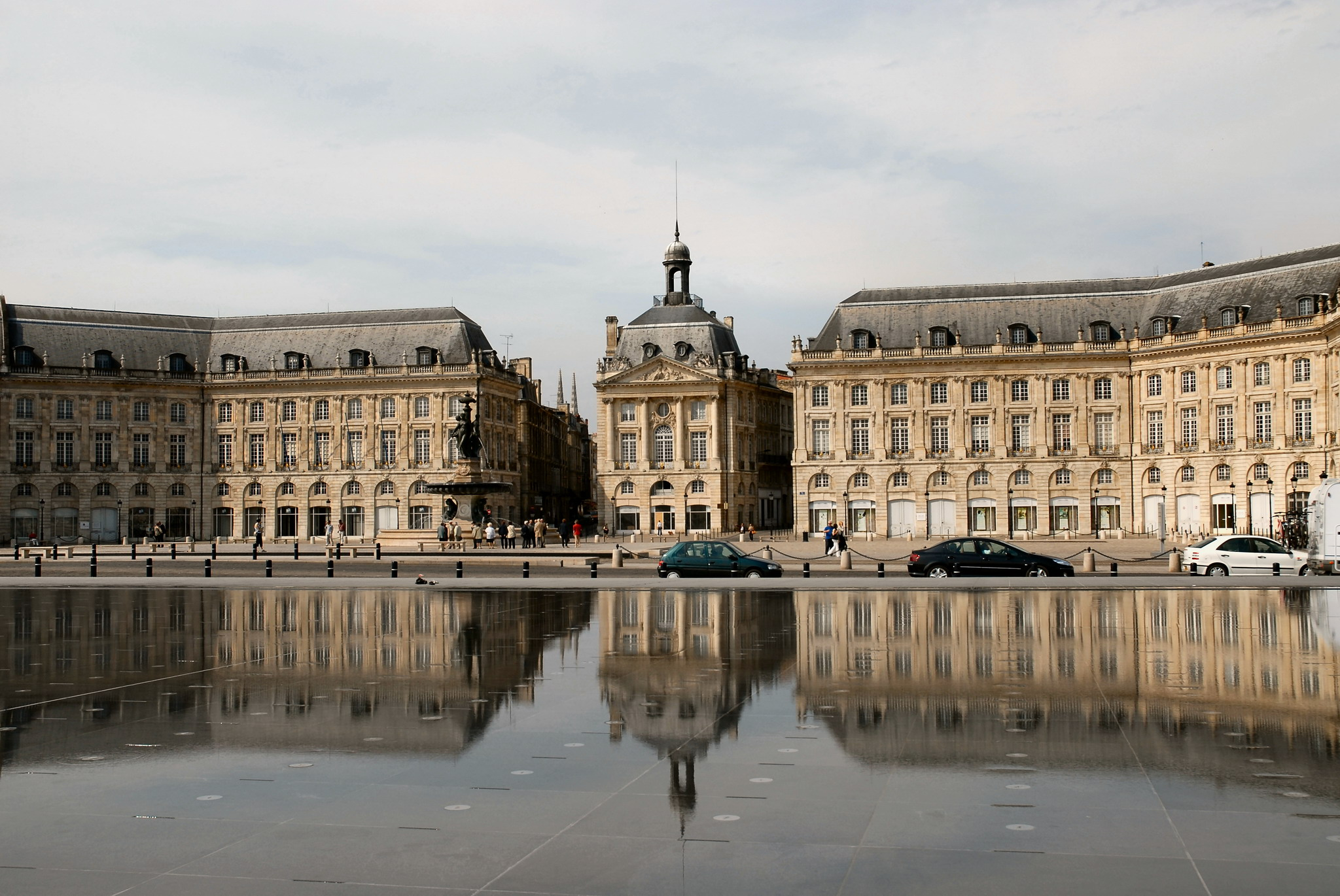
Город знаменит ансамблями площадей в стиле классицизма (XVIII век).

### Порт Луны
Бордо называют гаванью Полумесяца или портом Луны за изящный изгиб широкой реки Гаронны, во́ды которой разделяют город на два берега, правый и левый. Исторической частью Бордо является левый берег, где раскинулись квартал Святого Петра, Святого Михаила, площади Комедии и Кенконс, кафедральный собор Св. Андрея.
Градостроительный ансамбль порта Луны считается эталоном застройки времён раннего классицизма.
В 2007 году эта часть города была включена в список Всемирного наследия ЮНЕСКО.

## Экономика
Основные направления экономической активности в Бордо сосредоточены в сфере торговли и услуг.

### Виноделие и торговля

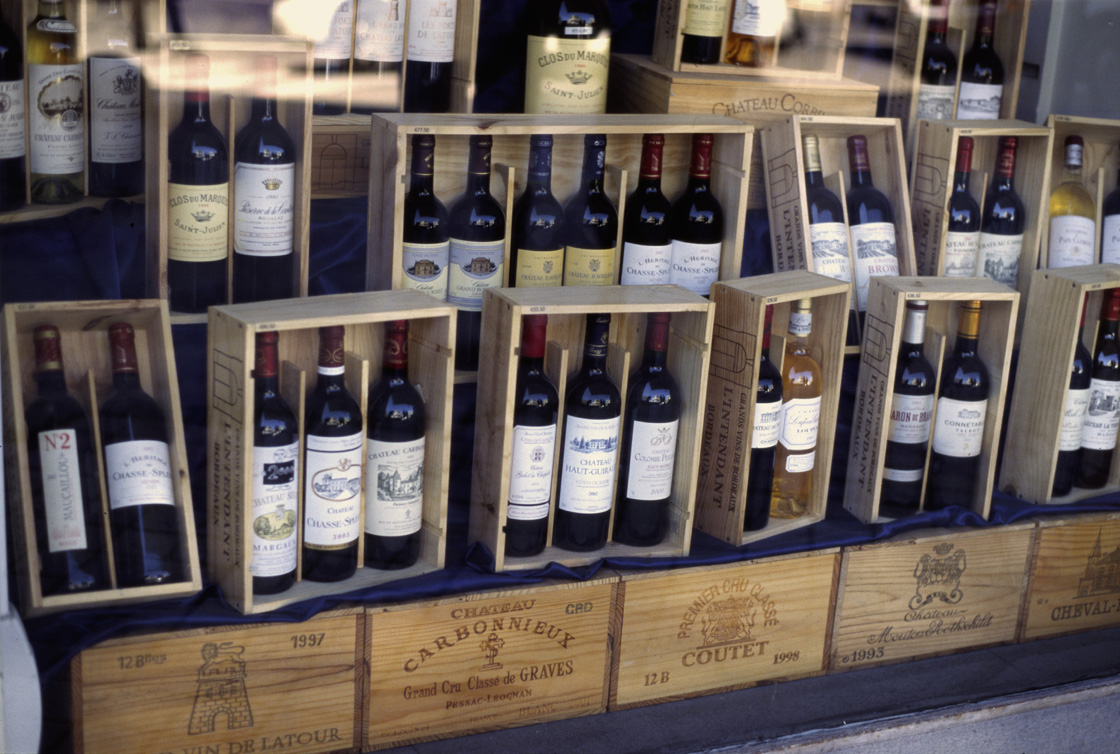
Бутылки вин Бордо

Распространено мнение, что город Бордо является мировой винной столицей. В непосредственной близости от Бордо находятся крупные винодельческие хозяйства, где производится множество наименований вин Бордо, среди которых есть как наиболее известные в мире, так и ординарные вина. В окрестностях Бордо работают около 14 000 производителей вин, под виноградники занято 117 514 гектаров, а 400 торговых компаний имеют оборот 14,5 миллиарда евро. Годовой объём производства вин высшего качества и массовых вин составляет 700 миллионов бутылок.
Здесь производятся белые и красные ви́на. От цвета местного вина́, которое при Петре I называли «бардеус», происходит русский эпитет «бордовый». Красные ви́на здесь производятся из винограда сортов каберне-совиньон, мерло, каберне-фран, пти-вердо, мальбек, а также незначительное количество карменера. Белые ви́на Бордо производят из сортов совиньон-блан, семильон и мускадель.
Винодельческий регион Бордо разделён на 5 районов:
- Антр-де-Мер,
- Либурн,
- Бур—Блай,
- Грав,
- Медок.

Самыми известными терруарами являются Сент-Эмильон, Пойяк, Сен-Эстеф, Сотерн и Помроль. Официальная классификация вин Бордо введена в действие в 1855 году, и её долгая незыблемость оспаривается различными критиками и производителями вин.
В настоящее время[когда?] виноделы Бордо переживают период относительного кризиса, наступившего по причине жёсткой международной конкуренции и падения цен на вино. Число производителей вин существенно сократилось в последние годы.

### Промышленность
Бордо также является промышленным городом. В промышленном секторе экономики Бордо самым крупным работодателем является предприятие американского автомобильного концерна Ford. В городе также находится предприятие по производству автомобильных шин французской группы Michelin.
Несмотря на то, что промышленная отрасль Бордо испытала существенный упадок в последние десятилетия, город смог повторно утвердиться в качестве национального лидера в инновационных технологиях, особенно в авиационной промышленности. Бордо со своими пригородами является крупным индустриальным центром в сферах авиастроения, космоса и обороны, занимая во Франции второе место после Тулузы. В этих отраслях работает 20 000 жителей Бордо и ещё 8 000 человек занято на аутсорсинге. На территории Бордо и его окрестностей размещены предприятия компаний Dassault Aviation, Safran SA (бывшая Snecma), EADS и Thales. Именно на окраинах Бордо собирают самолёты Falcon, кабины для Airbus A380, стартовые ускорители ракет Ариан, а также ракеты-носители M51 для ракетных подводных крейсеров. Лазерный проект Мегаджоуль построен на окраине Бордо, в Ле-Барпе; он занимает ведущее место во французской программе обновления ядерных вооружений и стоил Министерству обороны Франции около 2 млрд евро.
В Бордо представлены предприятия химической и фармацевтической отраслей (например, Sanofi), а также предприятия продовольственного сектора, в особенности сферы производства вин и крепких алкогольных напитков (например, Marie Brizard, Pernod Ricard). Конечно, необходимо упомянуть производство бордосских вин, сектор, в котором некоторые хозяйства сравнимы с крупными производственными предприятиями. В городе расположена штаб-квартира Fayat Group.
Промышленная активность в Бордо также представлена в отраслях судостроения (Судостроительные верфи Бордо), переработки, химического производства и металлургии.
На правом берегу Гаронны расположена верфь CNB — производитель парусных и моторных катамаранов под маркой Lagoon.

### Сектор услуг
Третичный сектор экономики (сфера услуг) занимает лидирующее положение в столице Аквитании, во многом благодаря коммерческой привлекательности и привязке услуг к разнообразной промышленности. В сфере услуг занято около 80 % всего трудоспособного населения города. Имея на своей территории 180 предприятий банковского сектора, Бордо является четвёртым банковским центром Франции.
Отрасль туризма находится здесь на подъёме, поскольку Бордо располагает богатым историческим достоянием, а также служит отправной точкой для посещения океанического побережья Аквитании и внутренних районов, где особенно сильно развит сельский туризм.

### Морской порт в Бордо

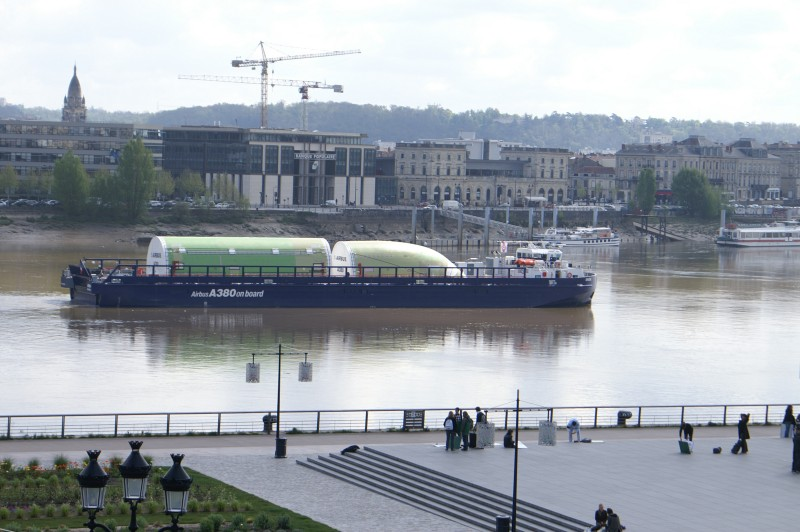
Перевозка секций самолёта A380 в порту Бордо

Город Бордо также является важным портовым центром во Франции. По статистике ежегодно морской порт Бордо принимает 1 600 судов и обслуживает около 9 млн т грузов (в том числе 4,1 млн т углеводородов). В морской порт Бордо прибывают компоненты авиалайнеров A380, откуда их транспортируют в Тулузу.

### Туризм
Бордо ежегодно принимает около 2,5 млн туристов из разных стран.
Также Бордо является второй промежуточной остановкой круизных лайнеров, путешествующих вдоль атлантического побережья Европы.

## Транспорт
В Бордо имеется современная трамвайная сеть (открыта 21 декабря 2003 года президентом Франции Жаком Шираком, см трамвай Бордо).
Также в городе насчитывается 65 автобусных маршрутов. Помимо дневных автобусов, по ночам в Бордо запускают ночной маршрут № S11. Этот автобус курсирует между площадью Виктории и самым оживлённым местом, где собираются любители дискотек — quai de la Paludate.
До Бордо можно добраться из Парижа на поездах TGV всего за 2 часа 4 минуты.

## Историческое и культурное наследие

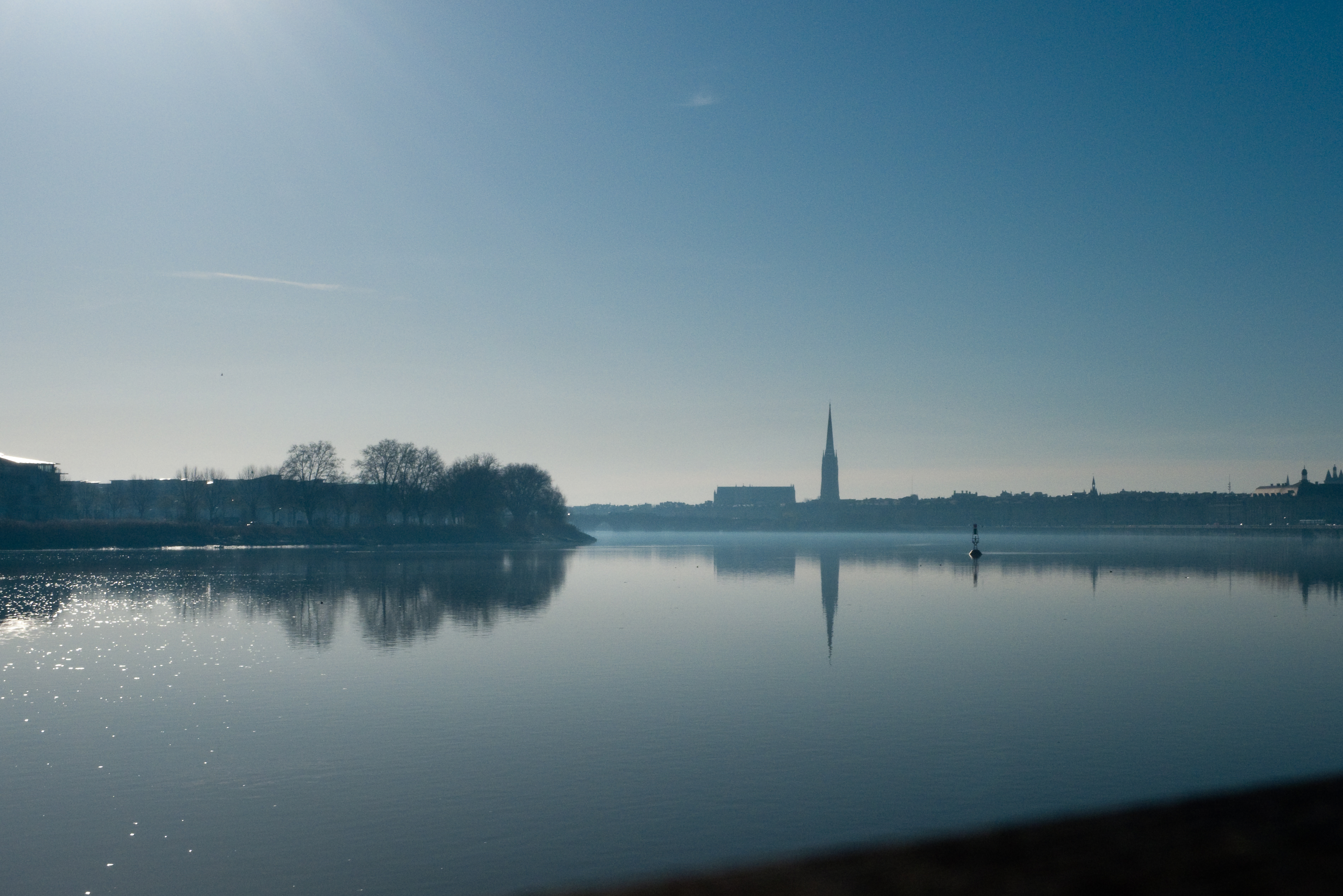
Вид на Порт Луны

В Бордо сохранены великолепные объекты природного и архитектурного наследия. Значительная часть исторического центра в 2007 году включена в список Всемирного наследия ЮНЕСКО как «уникальный городской и архитектурный ансамбль эпохи Просвещения» (под именем «Порт Луны»).
Прозванный «спящей красавицей», Бордо причислен во Франции к множеству «городов искусств и истории»; он занимает во Франции второе место по количеству исторических памятников (после Парижа). Как следствие, в Бордо одна из самых крупных в стране охраняемых зон культурного наследия (150 га). Руководствуясь соображениями сохранения исторического наследия, трамвайная сеть Бордо на большей части маршрутов в центре города использует наземный токосъём.

### Культурное наследие
В начале XIX века (1813 год) Бордо был единственным городом во Франции, не считая столицы, где насчитывалось четыре театра. Здесь постоянно гастролировали такие парижские звёзды, как Тальма, м-ль Мезре, Брюне, семейство Воланж — богатый город был в состоянии оплачивать их гонорары.
Несмотря на то, что зачастую Бордо ассоциируется с XVIII и XIX веками, этот город является также весьма современным. Центр современного пластического искусства (CAPC) вплоть до 1995 года был самым крупным во Франции (после Парижа) местом пропаганды современного искусства. В это же время архитектурный центр Arc en Rêve остаётся важнейшим центром распространения в провинции передовых архитектурных и градостроительных идей. В музыкальной среде Бордо родилась известная французская рок-группа Noir Désir или хип-хоп коллектив Les Nubians.

#### Музеи
- Художественный музей Бордо

«Греция на руинах Месолонгиона» (1826) кисти Эжена Делакруа (Музей изобразительных искусств Бордо)

Музей изобразительных искусств Бордо принадлежит к числу наиболее старых музеев Франции, чем объясняется полнота и разнообразие его коллекций, в особенности работ XIX и XX веков. Многие представленные шедевры находятся в собственности государства, в том числе «Герцогиня Ангулемская отплывает из Пойяка» работы Гро, «Охота на львов» кисти Делакруа или «Ролла» кисти Жерве. Также в коллекции музея имеются полотна Рубенса, Веронезе, Тициана, Ван Дейка, Коро, Бугро, Жерома, Матисса, Дюфи и Пикассо.
- Музей Аквитании

Музей унаследовал коллекции бывшего музея-лапидария, который был открыт Академией наук Бордо около 1783 года по распоряжению интенданта Дюпре де Сен-Мора для объединения древнеримских фрагментов, найденных в ходе значительных градостроительных работ, предпринятых в XVI веке и, в особенности, в XVIII веке.
Начиная с 1962 года музей трансформирован в музей региональной истории, археологии и этнографии; в его экспозиции представлены предметы доисторической эпохи, римской античности и раннехристианской эпохи из поселения Бурдигала, коллекция экспонатов средневековья, этнографическая коллекция и прочее. Также в музей переданы коллекции прежнего музея Гупиля, где представлены изображения на различных носителях.
- Музей декоративно-прикладного искусства

Музей размещён в стенах особняка hôtel de Lalande, построенного в 1779 году для депутата парламента Пьера де Раймон-Лаланда. В экспозиции музея представлены великолепные коллекции предметов французского декоративного искусства, и в частности бордоского, XVIII и XIX веков, в том числе коллекции картин, гравюр, миниатюр, скульптур, мебели, бордоской керамики, стекла и ювелирных изделий.
- Музей естествознания Бордо

В жилом здании XVIII века, находящемся в городском парке Бордо, расположен музей естествознания, где регулярно обновляются тематические экспозиции, дополняющие экспонаты из постоянных коллекций.
- Музей современного искусства (CAPC), ранее Центр современных пластических искусств Бордо

В помещении бывшего зернового склада находится Музей современного искусства Бордо, в собрании которого представлены экспонаты от конца 1960-х годов и до настоящего времени; в коллекции находится свыше 1 000 работ 140 мастеров.
- Национальный музей таможенной службы

Внутри одного из великолепных флигелей на площади place de la Bourse располагается Национальный музей таможенной службы, экспозиция которого рассказывает об истории таможенного дела во Франции, а также о задачах подразделений этой службы.
- Центр имени Жана Мулена

Информационный центр посвящённый событиям Второй мировой войны представляет вниманию посетителей различные документальные свидетельства той эпохи для сохранения памяти о трагическом периоде истории и рассказывает о подвигах участников движения Сопротивления.
- Этнографический музей университета Bordeaux II (MEB)

Образованный в конце XIX века этнографический музей имеет обширные коллекции, посвящённые общественной и духовной жизни Африки, Азии и Океании.
- Музей компаньонажей

В собрании музея представлены около 500 экспонатов, показывающих историю образования компаньонажей, а также жизни рабочих в Бордо и прилегающих районах.
- Музей вина и виноторговли в Бордо

Музей бордоского вина и виноторговли был открыт 26 июня 2008 года в квартале Шартрон. Коллекции музея размещены в трёх винных погребах, находящихся частично под землёй. В экспозиции представлены исторические предметы, рассказывающие о развитии искусства торговли вином в Бордо, начиная со средневековой «бордоской привилегии» и вплоть до наших дней. Представлен полный процесс, от работы на винных складах до отгрузки продукции.
- Музей «Город вина» (фр.  La Cité du Vin)

Экспозиционное пространство в Бордо, посвящённое вину. Футуристическое здание музея построено и открыто для посетителей в 2016 году.
- Музей Гупиль

Музей Гупиль содержит в своём собрании фонды семьи Гупиль, парижской династии художественных издателей, работавших с 1827 по 1920 год.
Экспозиция разделена на три части — эстампы, фотоснимки и архивы.
- Музей телефонии Аквитании

Музей расположен в здании старой центральной телефонной станции «Chartrons», которую ввели в эксплуатацию в 1958 году с ёмкостью 3 000 линий, затем расширили до 5 000 линий, и в 1983 году прекратили её эксплуатацию.
- Vinorama

#### Выставочные центры
- База подводных лодок в Бордо

На протяжении целого года на базе подводных лодок проводятся разнообразные мероприятия: временные экспозиции, концерты, лирические выступления, джазовые сессии, театральные и танцевальные постановки.
- Cap-Sciences (Научно-технический и промышленный центр)

Расположенный в конце набережных центр Cap Sciences имеет крупную площадку площадью 650 квадратных метров, где проходит крупная годовая выставка, а также площадка 200 квадратных метров, где устраиваются временные экспозиции.
- Институт культуры Бернара Магре

Расположен в отеле де Лаботтьер; здесь представлены работы мастеров прошлого и современности.
- Институт Сервантеса

Известная прежде под названием «Casa de Goya» эта квартира расположена на проспекте cours de l’Intendance в самом центре исторической части города. Эти апартаменты стали последним местом жительства художника Франсиско Гойя, переехавшего в Бордо в 1824 году, спасаясь от самодержавия испанского короля Фердинанда VII. Здесь он скончался в 1828 году. Сейчас здесь размещён испанский культурный центр в Бордо и представлены работы мастера.
- Городок винной культуры

Будущий Городок винной культуры призван стать знаковым местом в Бордо и настоящими воротами в бордоские виноградники. Открытие намечено на 2016 год.

#### Религиозное наследие
- Собор Святого Андрея

Кафедральный собор архиепархии Бордо выполнен в готическом стиле и классифицирован в 1862 году как национальный исторический памятник. В декабре 1998 года собор включён в список Всемирного наследия ЮНЕСКО.
- Базилика Сен-Мишель

Построенная в стиле пламенеющей готики, церковь классифицирована в 1846 году как национальный исторический памятник. В декабре 1998 года базилика включена в список Всемирного наследия ЮНЕСКО.
- Базилика Сен-Сёрен

Церковь классифицирована в 1840 году как национальный исторический памятник. В декабре 1998 года базилика включена в список Всемирного наследия ЮНЕСКО.
- Церковь Сент-Круа

Построенная в романском стиле эта церковь прежде была монастырской церковью бенедиктинского аббатства. Церковь классифицирована в 1840 году как национальный исторический памятник.
- Церковь Сен-Поль

Церковь построена в барочном стиле в XVII веке и классифицирована в 1997 году как национальный исторический памятник.

### Городские сады и парки

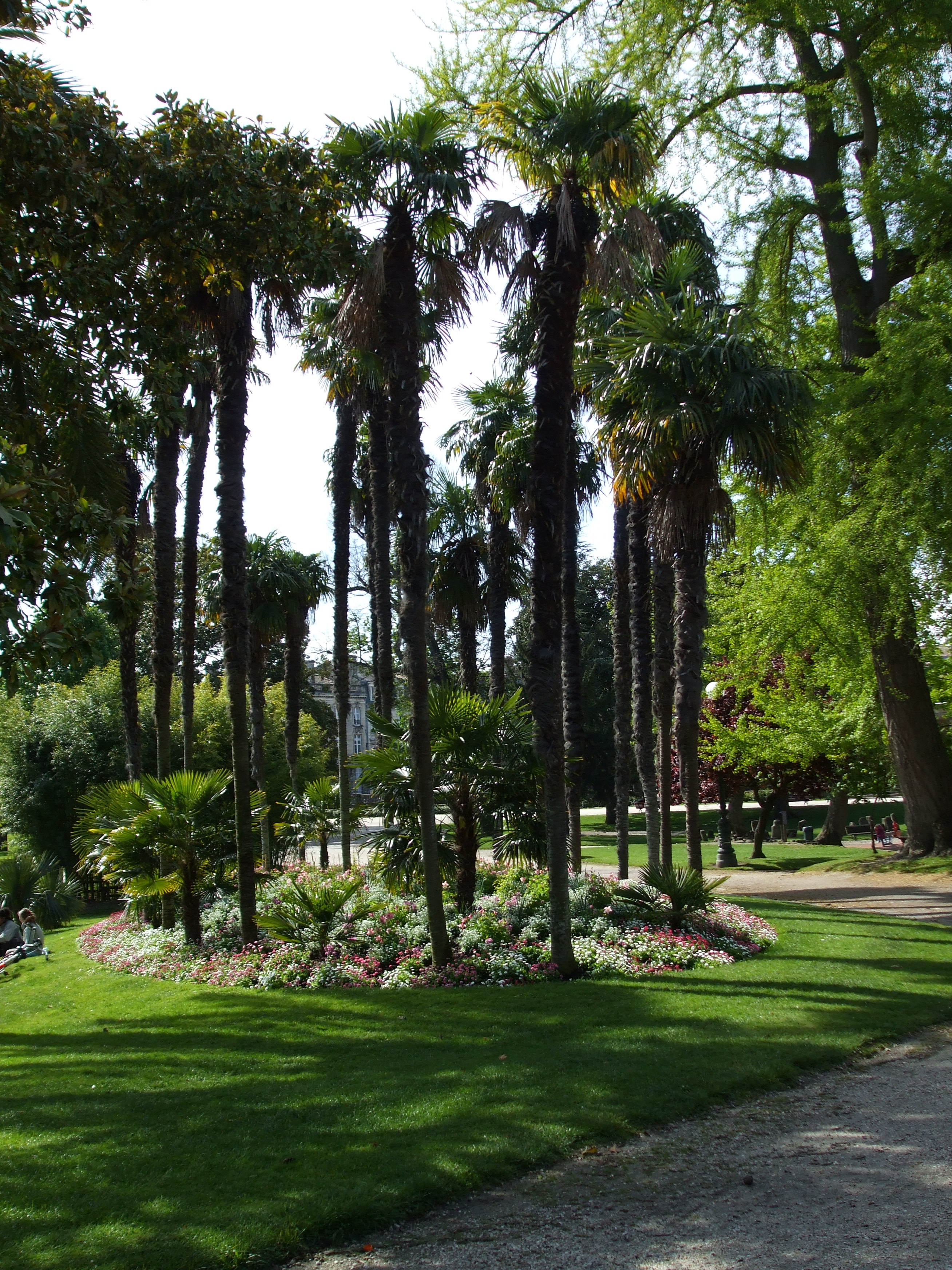
Городской парк

По статистике на каждого жителя Бордо приходится по 15 квадратных метров зелёных территорий. Муниципалитет стремится повышать этот показатель и начиная с 2001 года в городе реализуется амбициозная программа озеленения, в ходе которой жители получили Parc des Sports, Jardin des Lumières (на левом берегу), цветочный парк, а также большую зелёную зону на берегу Гаронны (на правом берегу) и Parc aux Angéliques.
- Бордоский лес: 87 га, к которым добавлено примерно 50 га лужаек и прудов.
- Цветочный парк: 33 га.
- Парк Борделе (фр. Parc bordelais): 28 га.
- Поэтапно создаётся парк Parc aux Angéliques; по состоянию на 2013 год его площадь составила 10 га. Последний этап должен завершиться в 2017 году.
- Городской парк: 14 га.
- Ботанический сад.
- Набережные Гаронны: 8 га вместе с «водным зеркалом».

### Культурные события

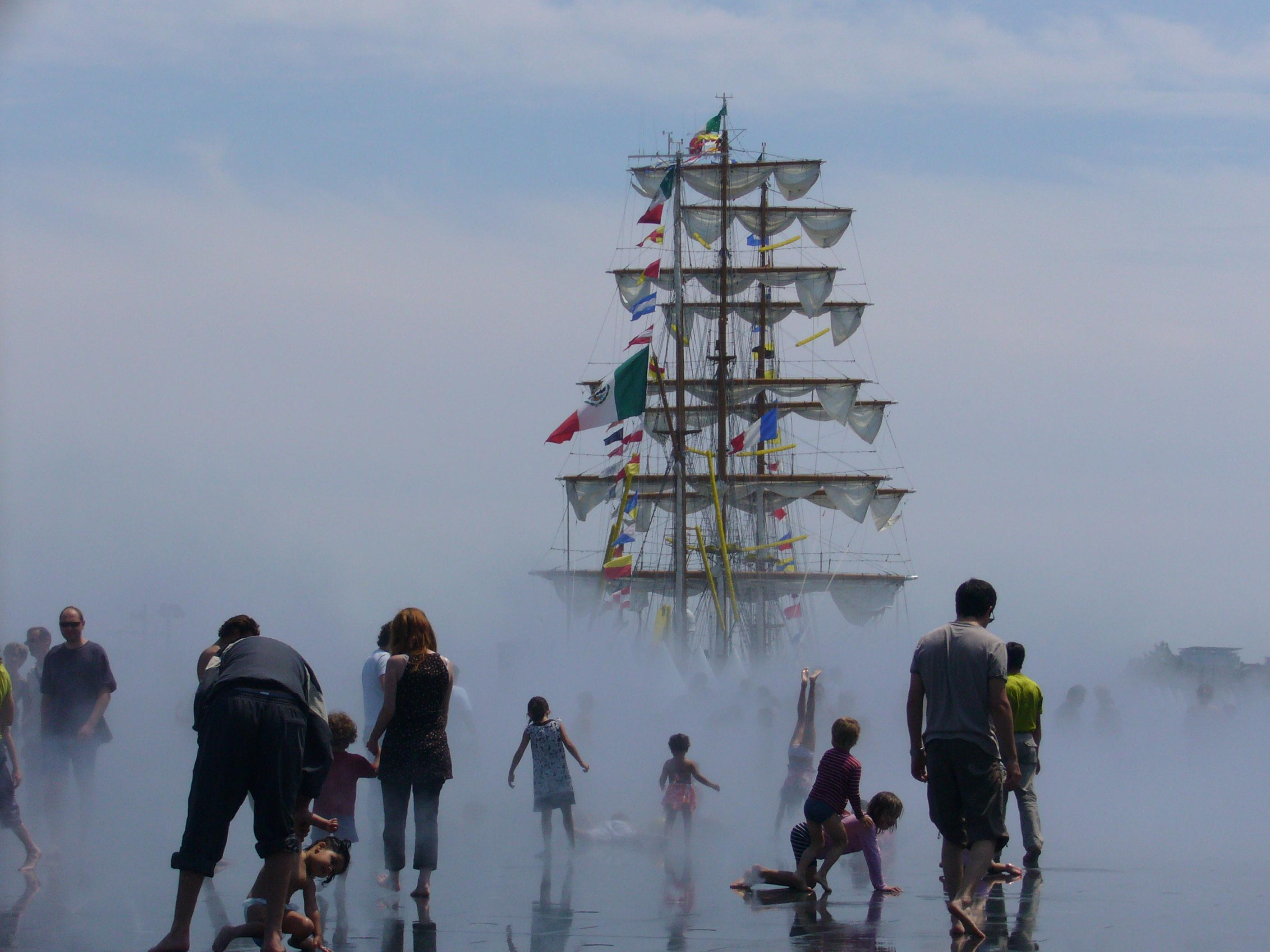
Парусник «Куаутемок» во время «Праздника реки» в 2007 году

Среди массовых мероприятий, проводимых в Бордо, можно упомянуть:
- Антикварный салон (январь).
- Карнавал двух берегов (начало марта).
- Народное гуляние «Foire aux plaisirs» (последние три недели октября и первые три недели марта на площади place des Quinconces).
- Evento — выставка произведений современного искусства в городе.
- Книжный салон «Escale du livre» (конец марта / начало апреля).
- Фестиваль короткометражных фильмов «Festival coupé court» (апрель).
- Международная ярмарка Бордо (май).
- Фольклорный фестиваль «Chahuts» (середина июня, квартал Сен-Мишель).
- Международный салон вин и крепких напитков «Vinexpo».
- «Праздник вина» (площадь place des Quinconces) устраивается по чётным годам в течение 4 дней с четверга по воскресенье в конце июня.

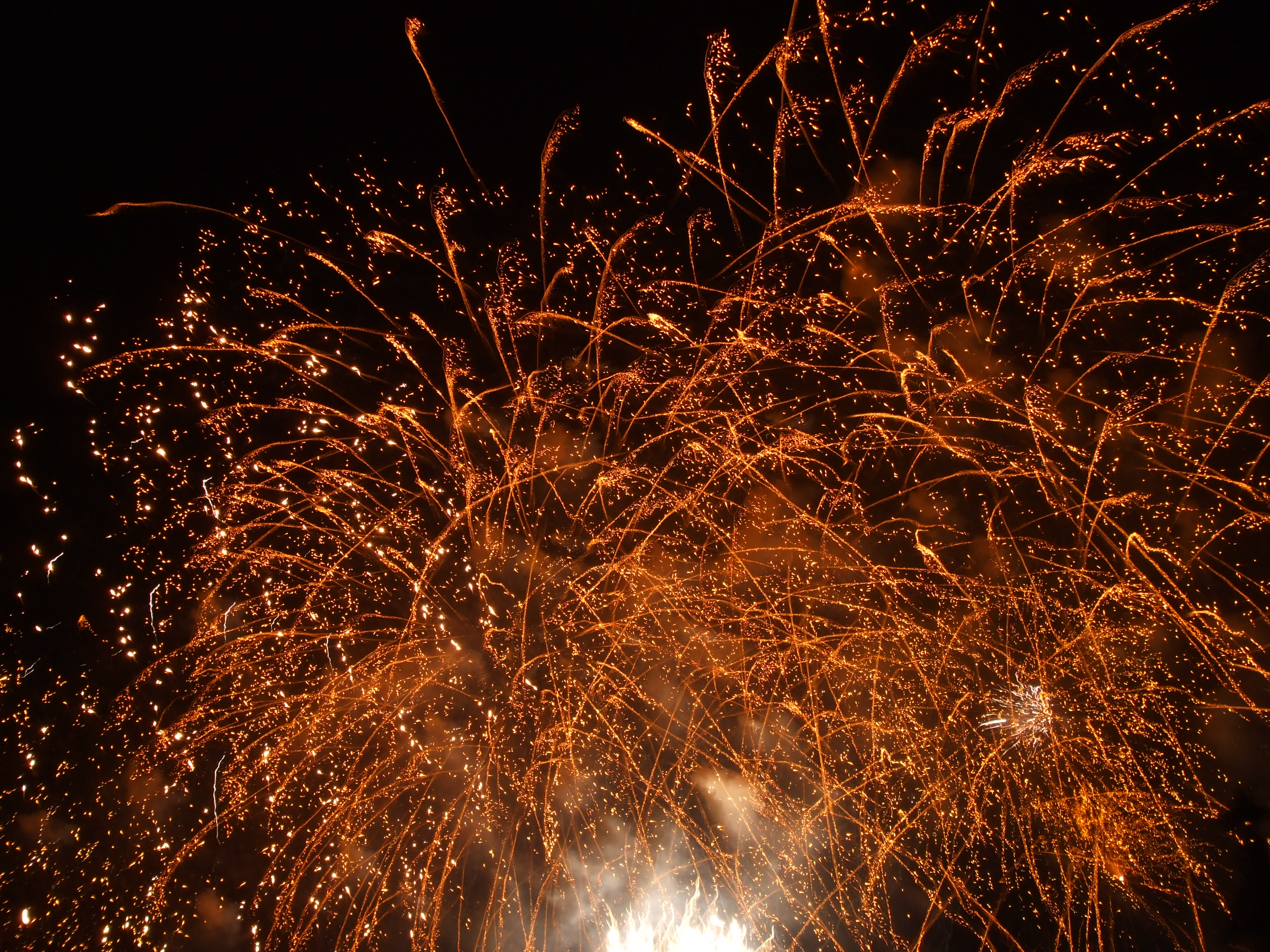
Фейерверк на площади Биржи («Праздник реки» и салон Vinexpo в 2008 году)

- «Праздник реки» (устраивается по нечётным годам в течение 4 дней с четверга по воскресенье в конце июня) — музыка и корабли мира.
- Фестиваль «Les Épicuriales» (две недели в конце июня) — гастрономия и концерты.
- Европейский фестиваль короткометражных фильмов.
- Танцы на набережных (июль-август на городских набережных).
- Международный фестиваль женского кино (октябрь).
- Выставка «Conforexpo» (октябрь).
- Выставка произведений современного искусства «Art Chartrons» проводится дважды в год весной и осенью.
- Рождественский базар (декабрь).

#### Музыкальные фестивали
- Международный фестиваль органной музыки.
- Международный фестиваль классической музыки.
- Фестиваль «Bordeaux Congo Square».
- Джазовый фестиваль в Бордо.
- Рок-фестиваль в Бордо.

## Спорт
Город знаменит своим футбольным клубом «Бордо», 6 раз становившимся чемпионом Франции. Клуб проводит домашние и́гры на стадионе Матмют Атлантик.

## Города-побратимы
- Бристоль, Великобритания (1947)
- Лима, Перу (1957)
- Квебек, Канада (1962)
- Мюнхен, Германия (1964)
- Лос-Анджелес, США (1968)
- Порту, Португалия (1978)
- Фукуока, Япония (1982)
- Бильбао, Испания
- Мадрид, Испания (1984)
- Ашдод, Израиль (1984)
- Касабланка, Марокко (1988)
- Санкт-Петербург, Россия (1993)
- Ухань, Китай (1998)
- Оран, Алжир (2003)
- Захле, Ливан (2006)
- Баку, Азербайджан (1985)[8]

- Краков, Польша (1993, город-партнёр)
- Рига, Латвия (город-партнёр)

## В астрономии
В честь города Бордо назван астероид (384) Бурдигала, открытый в 1894 году в обсерватории, расположенной вблизи города.